# 羅維拉
羅維拉是哥倫比亞的城鎮，位於該國中西部，由托利馬省負責管轄，始建於1570年，面積733平方公里，海拔高度854米，2005年人口21,250，人口密度每平方公里28.99人。
4°15′N 75°20′W / 4.250°N 75.333°W